# Аллеппи (округ)
Алле́ппи (англ. Alleppey; (малаял. ആലപ്പുഴ; англ. Alappuzha) — округ в индийском штате Керала. Образован 17 августа 1957 года. Административный центр — город Аллеппи. Площадь округа — 1414 км². По данным всеиндийской переписи 2001 года население округа составляло 2 105 349 человек. Уровень грамотности взрослого населения составлял 93,4 %, что значительно выше среднеиндийского уровня (59,5 %). Доля городского населения составляла 29,5 %.